# Huckleberry Fox
Huckleberry Fox (Philadelphia, 6 oktober 1974 – Washington D.C., 3 november 2024) was een Amerikaans jeugdacteur en op latere leeftijd wetenschapper.

## Biografie
Fox werd geboren als George Miller Fox op 6 oktober 1974 in Philadelphia (Pennsylvania). In de jaren tachtig en negentig verscheen hij als jeugdacteur in talrijke reclamespots, films en televisieseries. Zijn doorbraakrol was als jongste zoon van Debra Winger en Jeff Daniels in Terms of Endearment (1983).
Als volwassene, na zijn afstuderen aan de Cornell-universiteit met een masterdiploma in dierwetenschappen en een doctoraat in plantengeneeskunde aan de Universiteit van Florida, werd hij wetenschapper en diplomaat bij het United States Department of Agriculture.
Fox overleed op 3 november 2024 in Washington D.C. aan prostaatkanker op 50-jarige leeftijd. Hij liet een vrouw en twee kinderen na.

## Filmografie
- International Standard Name Identifier: 0000 0000 0116 3179
- Library of Congress Control Number: n88027430
- Nationale Bibliotheek van Israël: 987007326796205171
- Virtual International Authority File: 59293967